# Wolfgang Radt
Wolfgang Radt (* 25. Januar 1940 in Guben) ist ein deutscher Klassischer Archäologe.
Wolfgang Radt studierte von 1959 bis 1968 Klassische Archäologie, Vor- und Frühgeschichte, Kunstgeschichte, Vorderasiatische Archäologie und Klassische Philologie an den Universitäten Frankfurt und München. In dieser Zeit (zwischen 1961 und 1966) nahm er an Ausgrabungen in Manching, Milet und Priene teil. 1968 promovierte er in Frankfurt zum Thema „Siedlungen und Bauten auf der Halbinsel von Halikarnassos“. Anschließend nahm er bis 1969 an den Ausgrabungen des Deutschen Archäologischen Instituts (DAI) in Norsun Tepe in der Ost-Türkei teil und arbeitete in der Redaktion der Römisch-Germanischen Kommission in Frankfurt am Main. Daran schloss sich bis 1970 ein Reisestipendium des DAI durch den Mittelmeerraum und Vorderasien an.
Von 1971 bis zu seiner Pensionierung 2005 arbeitete Radt, zunächst als Wissenschaftlicher Referent für Klassische Archäologie, an der Abteilung Istanbul des Deutschen Archäologischen Instituts. Sein Nachfolger wurde Felix Pirson. 1972 wurde ihm die Leitung der Ausgrabungen in Pergamon übertragen. Zwei Jahre später wurde Radt Ordentliches Mitglied des DAI. 1982 folgte die Ernennung zum Wissenschaftlichen Direktor (2. Direktor) der Abteilung Istanbul. Seit 1991 ist Radt zudem Mitglied des Österreichischen Archäologischen Instituts. 2001 wurde er zum Honorarprofessor an der Universität Münster ernannt, zwei Jahre später Ehrenmitglied des Türkischen Instituts für Altertumswissenschaften.

## Schriften
- Siedlungen und Bauten auf der Halbinsel von Halikarnassos. Unter besonderer Berücksichtigung der archaischen Epoche (= Istanbuler Mitteilungen. Beiheft. 3, ISSN 0418-9701). Wasmuth, Tübingen 1970, (Zugleich: Frankfurt am Main, Universität, Dissertation, 1970).
- Pergamon. Geschichte und Bauten, Funde und Erforschung einer antiken Metropole. Mit Fotos von Elisabeth Steiner. DuMont, Köln 1988, ISBN 3-7701-1656-9 (mehrere Auflagen).